# Красногор (Краснобаковский район)
Красного́р — деревня в составе Дмитриевского сельсовета Краснобаковского района Нижегородской области.
Располагается на правом берегу реки Ветлуги.

## Население
По данным на 1999 год, численность населения составляла 27 чел.
| 2002 | 2010 |
| ---- | ---- |
| 33   | ↘21  |